# Antonio Ibáñez de Alba
Antonio Ibáñez Di Alba (Chiclana de la Frontera, 2 dicembre 1956) è un ingegnere, ricercatore e inventore spagnolo.
Autore di più di 200 brevetti. Le sue ricerche sono citate in un grande numero di pubblicazioni scientifiche, così come sui mezzi di comunicazione.

## Primi anni
Nacque a Chiclana de la Frontera, il 2 dicembre 1956.
Nel 1987 lavorò per la Gusmer Enterprise, dove si dedicò allo studio dei poliuretani.
Nel 1988 collaborò con la società statale, RENFE in progetti sulla sicurezza, sui sistemi di frenatura e di prevenzione degli scontri frontali, ai passaggi a livello, e a ai tunnel.

## Premio dell'Organizzazione Mondiale della Proprietà Industriale: Palme nel deserto
Tra il 1980 ed il 1990 sviluppò in Libia il progetto delle Palme Artificiali per la creazione nel deserto di un microclima favorevole. Il governo libico ha invistito circa un miliardo di dollari  per l'installazione di 50.000 palme. Nel 1990, Antonio Ibáñez Di Alba grazie a questo progetto ha ricevuto la Medaglia ' d'Oro dell'Organizzazione Mondiale della Proprietà Industriale..

## Esperienza nella NASA, studi oceanografici.
Tra 1990 e 1992 lavorò alla NASA, in ricerche sul confinamento delle particelle.
Nel 1993 condusse diversi studi in ambito oceanografico e in progetti nelle energie rinnovabili, nella creazioni di dispositivi che sfruttano la differenza della pressione atmosferica, collaborando inoltre con il Consiglio Superiore dell'Energia e con la General Electric.
Nello stesso periodo collaborò anche con l'Arabia Saudita e altri paesi arabi in progetti atti a contrastare la desertificazione.
Tra 1995 e 1996 lavorò come Direttore dello Sviluppo per la Envases Antillano, dell'ex presidente  Banesto Mario Conte, realizzando ricerche sulla sicurezza, sul riconoscimento elettronico delle impronte digitali, su di un fax ad alta velocità, sui dispositivi di assistenza elettronica per le decisioni arbitrali, scarpe intelligenti, toppe di insulina per diabetici, etc.
Nel 1999 fu responsabile in progetti di desalinizzazione dell'acqua di mare e nello sviluppo di motori elettrici per automobili.

## Secolo XXI
Nel 2002 fu Direttore di I+D del Gruppo Marina D’Or nello sviluppo delle Terme Marino.
Nel 2003 ottenne il Primo Premio Internazionale nel salón della Fiera di Barcellona nell'Innovazione Tecnologica, per la sua ricerca sui sistemi anti annegamento per piscine. Questo sistema fu commercializzato per la Astral Pool.
Tra il 2004 ed il 2006 sviluppò diversi progetti di galleggiabilità nelle terme di Andorra e Cantabria.
Sempre nel 2006 ricevette il Primo Premio di Castiglia-La Mancha all'Innovazione per l'albero tagliafuoco, esposto alla Fiera Internazionale di Madrid,  Expo-Ozio.

## Televisione:Generación XXI
Nel 2006 fece parte quale giurato nel programma Generación XXI, presentato da Manuel Campo Vidal.

## Ultimi anni
Nel 2010 presentò un progetto di una Centrale Elettrica basata su esplosivi.
Nel 2013 fu invitato dalla Delegazione Russa alla Stagione Spaziale Internazionale. Nello stesso anno presentò un Sistema di Trasmissione di Immagine ad Onde Cerebrali.
Nel 2016 presentò il progetto di un tunnel ferroviario nel deserto, per il treno ad alta velocità Medina - La Mecca.
Nel 2017 il Club Sportivo Guadalajara annunciò nello stadio, per la stagione 2017/2018, l'installazione di un dispositivo di protezione dalle intemperie per tutto il campo di calcio.

## Ricerche principali
- Bevande autoriscaldanti
- Bevande autocompattanti [37]
- Palme di plastica nel deserto.
- Sistema antiaannegamento Happy Bath [38]
- Motore a combustione a freddo.[39][40]
- Rilevazione incendi[41]
- Studi sulle maree.
- Trasmissione di onde cerebrali[42]
- Veicoli elettrici senza batterie[43]
- Sicurezza dei treni
- Hidro Taco[44][45]
- Protezione contro la pirateria[46]
- Teloni Tecnologica per campi sportivi
- Tunnel per treni in zone desertiche[47]
- Centrale elettrica ad esplosivi
- Acqua galleggiante senza sale
- Cápsula Di rilevazione del cancro di mammella
- Autostrade sottomarine.